# Argentagrion
Argentagrion – rodzaj ważek z rodziny łątkowatych (Coenagrionidae).
Do rodzaju należą następujące gatunki:
- Argentagrion ambiguum
- Argentagrion silviae